# Osby kommun
Osby kommun er en kommune i Skåne län (Skåne) i Sverige. Kommunen omfatter 602,01 km² og har 12.634 indbyggere (2006).

## Byer i kommunen
- Osby
- Lönsboda
- Killeberg